# Johannes Schmidt-Wodder
Johannes Carl Schmidt, kaldet Schmidt-Wodder eller Schmidt-Vodder (født 9. juni 1869 i Tønder, død 13. november 1959 på Petersholm ved Tørsbøl), var en tysk præst og politiker som repræsenterede det tyske mindretal i Danmark i Folketinget.
Schmidt blev født i Tønder (dengang i provinsen Slesvig-Holsten i Preussen) i 1869 som søn af provst Niels Schmidt. Han blev student fra Haderslev Latinskole i 1888 hvorefter han læste teologi på universiteterne i Leipzig, Greifswald og Kiel og fik embedseksamen i 1894. Han var præst i Vodder mellem Ribe og Skærbæk 1896-1920, hvor han bestyrede præstegården og tog aktiv del i landbrugsarbejdet.
Han arbejdede for fortyskning af Nordslesvig, men var modstander af Köllers tvangspolitik. Han stiftede foreningen "Verein für deutsche Friedensarbeit in der Nordmark" i 1909. Foreningen skulle fremme tysk identitet og samtidig respektere "Zweiströmigkeit" (tvestrømmethed) – at man både kan have tyske og danske kulturtræk.
Efter genforeningen i 1920 var Schmidt initiativtager til "Schleswiger Wählerverein" som Slesvigsk Parti udsprang af. Han udgav Stimmen aus Nordschleswig efter genforeningen, var hovedmedarbejder ved bladet Nordschleswig og var fra 1927 medudgiver af bladet Nation und Staat. Han skrev også adskillige bøger på både dansk og tysk.
Schmidt-Wodder var medlem af Folketinget valgt for Slesvigsk Parti i Haderslev-Aabenraa-Sønderborg-Tønder Amtskreds fra 21. september 1920 til 3. april 1939. Slesvigsk Parti opnåede i perioden 13-15 % af stemmerne i Nordslesvig.